# Atanzón
Atanzón es un municipio y localidad española de la provincia de Guadalajara, en la comunidad autónoma de Castilla-La Mancha. El término municipal tiene una población de 85 habitantes (INE 2024).

## Historia

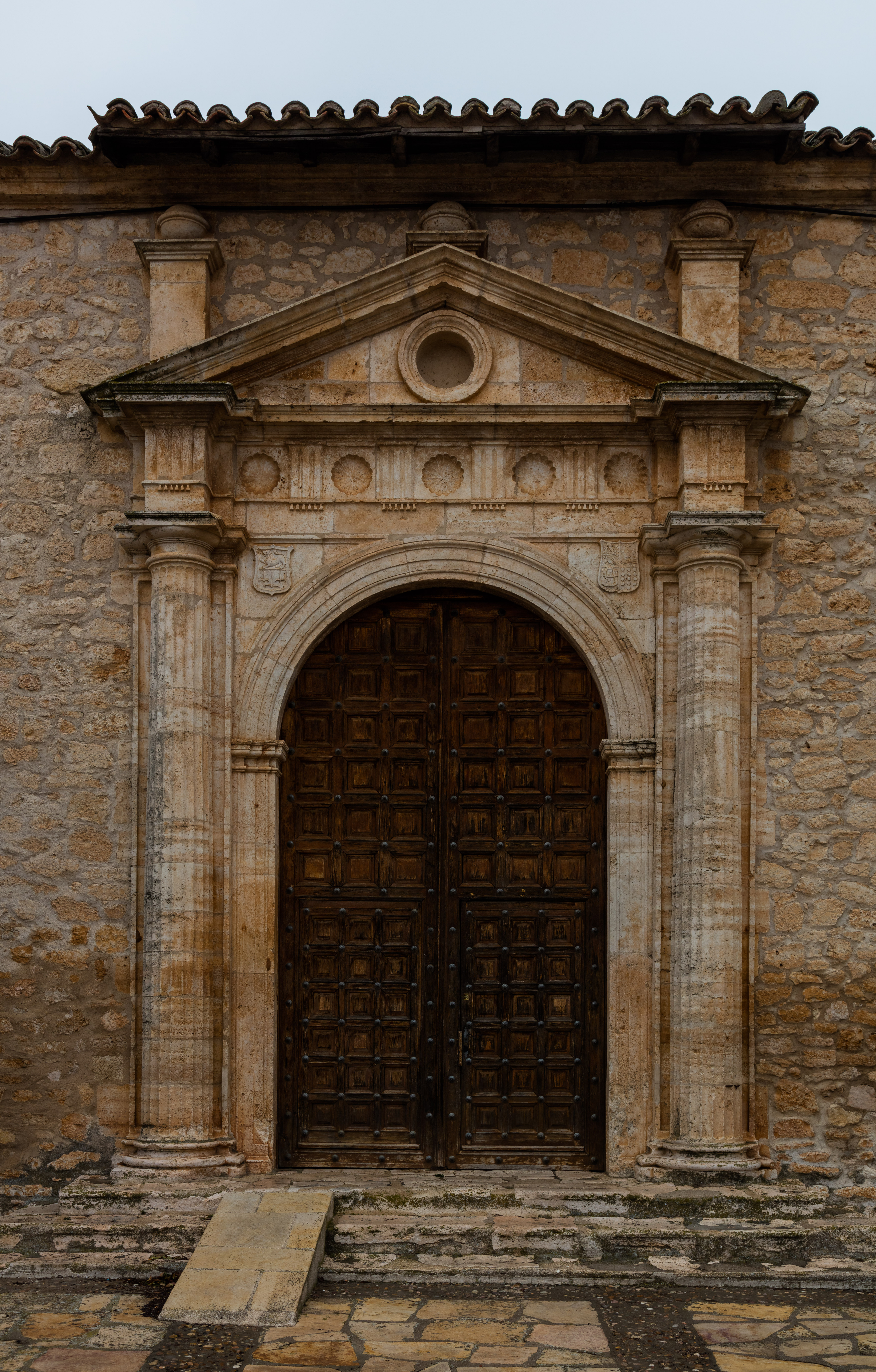
Portada de la iglesia

El nombre de Atanzón proviene del árabe y significa molino. Tras la reconquista perteneció a la Tierra Común de Guadalajara. En el siglo XIII pasó a manos de Fernán Rodriguez Pecha, camarero de Alfonso XI, quien incluyó el territorio en las posesiones de la casa Mendoza. En 1469 el municipio es vendido a Álvar Gómez de Ciudad Real, secretario de Enrique IV. El municipio perteneció a la casa de los Gómez de Ciudad Real hasta la abolición de los señoríos en el siglo XIX.
Desde su origen el sector agrario, agricultura extensiva de secano y huertas, fue el elemento principal de la economía unido con una ganadería extensiva de ganado ovino. Contó también con un molino de cereal y un telar para la confección de paños, en funcionamiento hasta la puesta en marcha de la Real Fábrica de Paños de Brihuega a mediados del siglo XVIII.
Hacia mediados del siglo XIX, el lugar tenía contabilizada una población de 486 habitantes. La localidad aparece descrita en el tercer volumen del Diccionario geográfico-estadístico-histórico de España y sus posesiones de Ultramar de Pascual Madoz de la siguiente manera:

ATANZON: v. con ayunt. de la prov. y adm. de de rent. de Guadalajara (3 leg.), part. jud. de Brihuega (3), aud. terr. de Madrid (12), dióc. de Toledo (24), c. g. de Castilla la Nueva: sit. en la cumbre de un cerro, y no muy combatida do los aires, se estienden sus vistas por la parte meridional á 1 vega no muy grande, á cuyo frente, y 1/4 leg., se eleva otro cerro, sobre el cual se halla el l. de Valdeavellano: goza de clima saludable: tiene 209 casas de mala construccion y 9 varas de altura en lo general que forman 2 calles pequeñas, desiguales y sin empedrado, y 1 plaza cuadrada de 28 pasos por cada frente: hay casa de ayunt. y escuela de niños, dotada con 1,400 rs. que se pagan de una memoria fundada con este objeto; y otra de niñas, con 600 rs., de la misma procedencia: el maestro percibe ademas 600 rs. como sacristan y 80 por regir el relox de la v., que esta colocado en la torre de la igl., la cual se halla en el centro del pueblo, con advocacion de la Asunción de Ntra. Sra., y es de curato perpetuo en concurso general; en las inmediaciones está el cementerio bastante capaz, á 20 pasos 1 fuente para el abasto del pueblo, y algo mas abajo otra de buenas y abundantes aguas, con sus pilones y lavaderos correspondientes: confina el térm. por N. con Valdegrudas, E. Caspueñas, S. Lupiana y Valdeavellano, y O. Centenera, cuyos pueblos dist. 1 leg., á escepcion del penúltimo que solo está á 1/4, segun se dijo antes; conprende 1,000 fan. de tierra de labor; y 1 monte robledar, que se corta en algunas épocas y sirve tambien para pastos. Se encuentran en el térm. 2 desp.; el uno, llamado Centenera de Arriba, 1/4 leg. al O. de la v. hará 100 años que se despobló, y aun conserva las paredes de su igl. y de 1 ermita; el otro se llamó el Villar 1/4 leg. al S., cuya despoblacion es mas ant., ignorándose la época en que se verificó: el terreno es muy desigual, siendo lo único llano la vega que se halla al S., la cual, aunque de mejor calidad que lo restante, es tambien de poca consistencia en razon á las muchas aguas que hay en ella: por la misma vega corre el r. Ungria que lleva poca agua, deja al pueblo á la der. y divide el térm. del repetido Valdeavellano: los caminos son locales y en mal estado: el correo se recibe en Guadalajara los domingos y jueves por medio de 1 sugeto asalariado con 90 rs. anuales, pagados de propios: prod. trigo, cebada, algunas legumbres, poco vino y aceite: se mantiene algun ganado lanar, y 35 yuntas de bueyes y mulas para la labor: ind.: 1 molino harinero en la vega, y 1 lagar de aceite en el pueblo: pobl. 112 vec., 486 alm.: cap. prod.}: 2.258,575 rs.: imp.: 158,100: contr.: 7,108 rs. 28 mrs.
(Madoz, 1846, p. 88)

## Demografía
Atanzón cuenta con una población de 85 habitantes (INE 2024).
| Gráfica de evolución demográfica de Atanzón entre 1842 y 2021                                                       |
| |
| Población de derecho según los censos de población del INE Población de hecho según los censos de población del INE |

| 1991 |  | 1996 |  | 2001 |  | 2004 |  | 2013 |  | 2015 |  | 2019 |
| ---- |  | ---- |  | ---- |  | ---- |  | ---- |  | ---- |  | ---- |
| 113  |  | 110  |  | 91   |  | 105  |  | 85   |  | 81   |  | 99   |

## Patrimonio

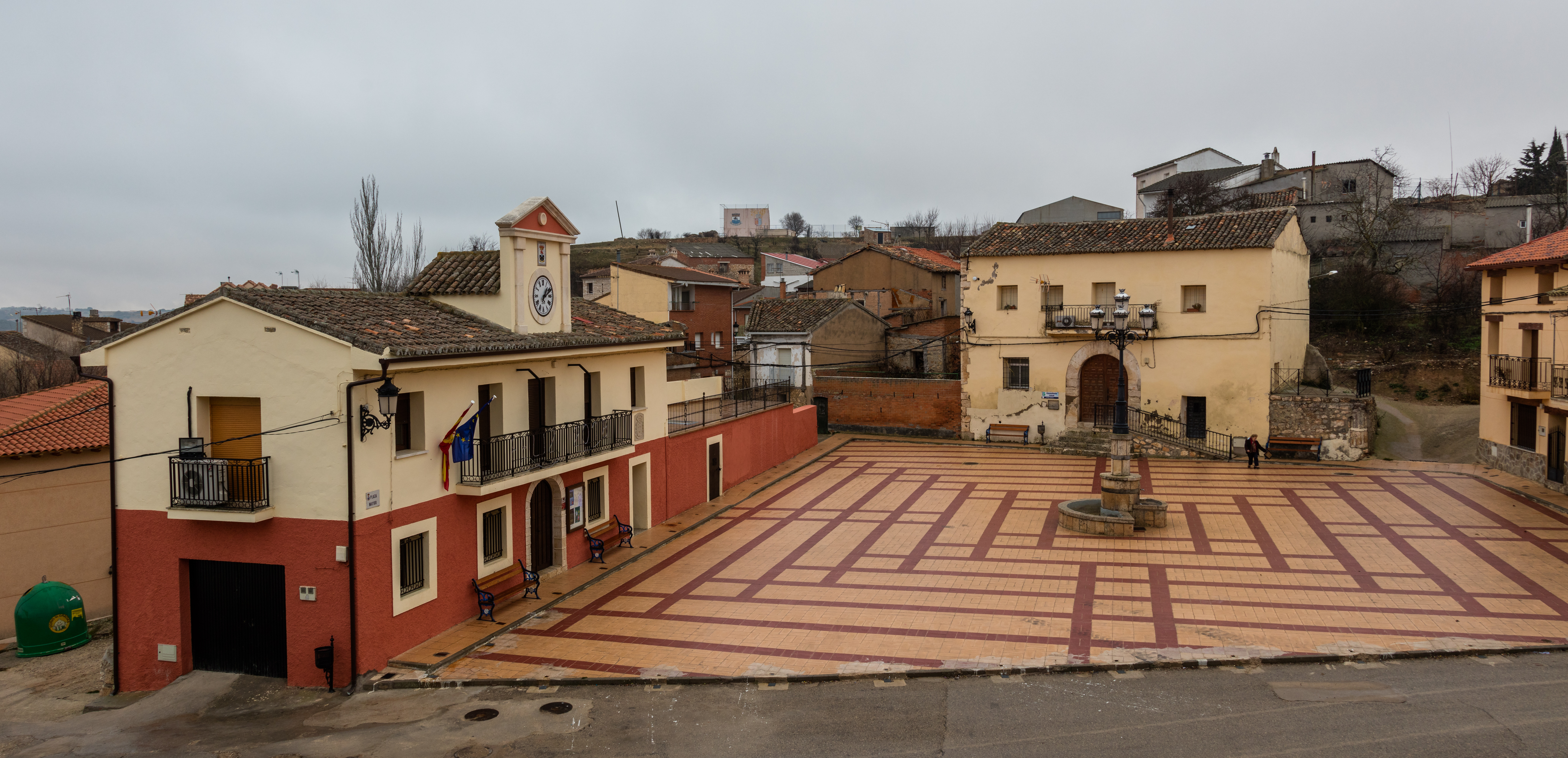
Plaza Mayor de Atanzón

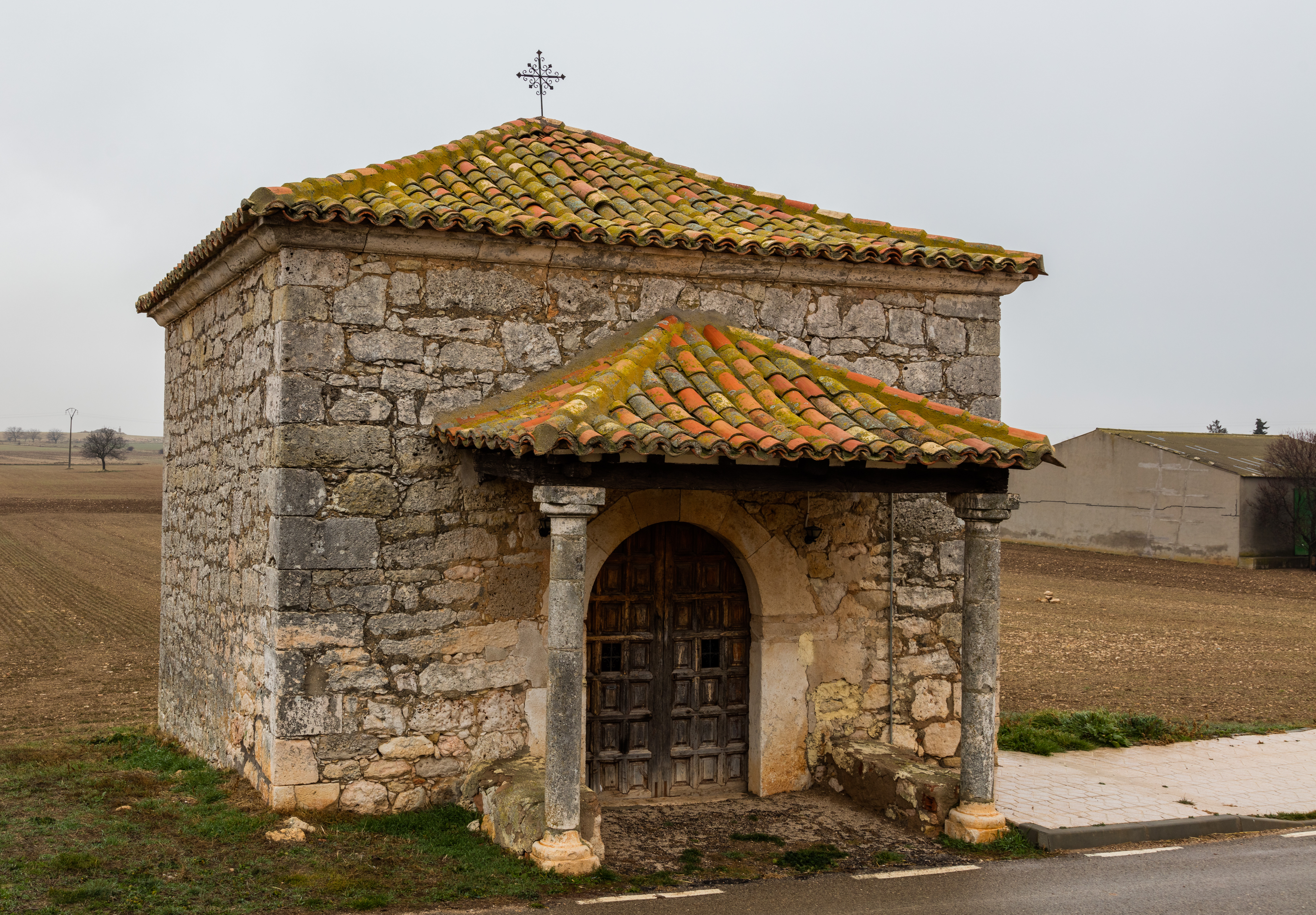
Ermita de la Soledad

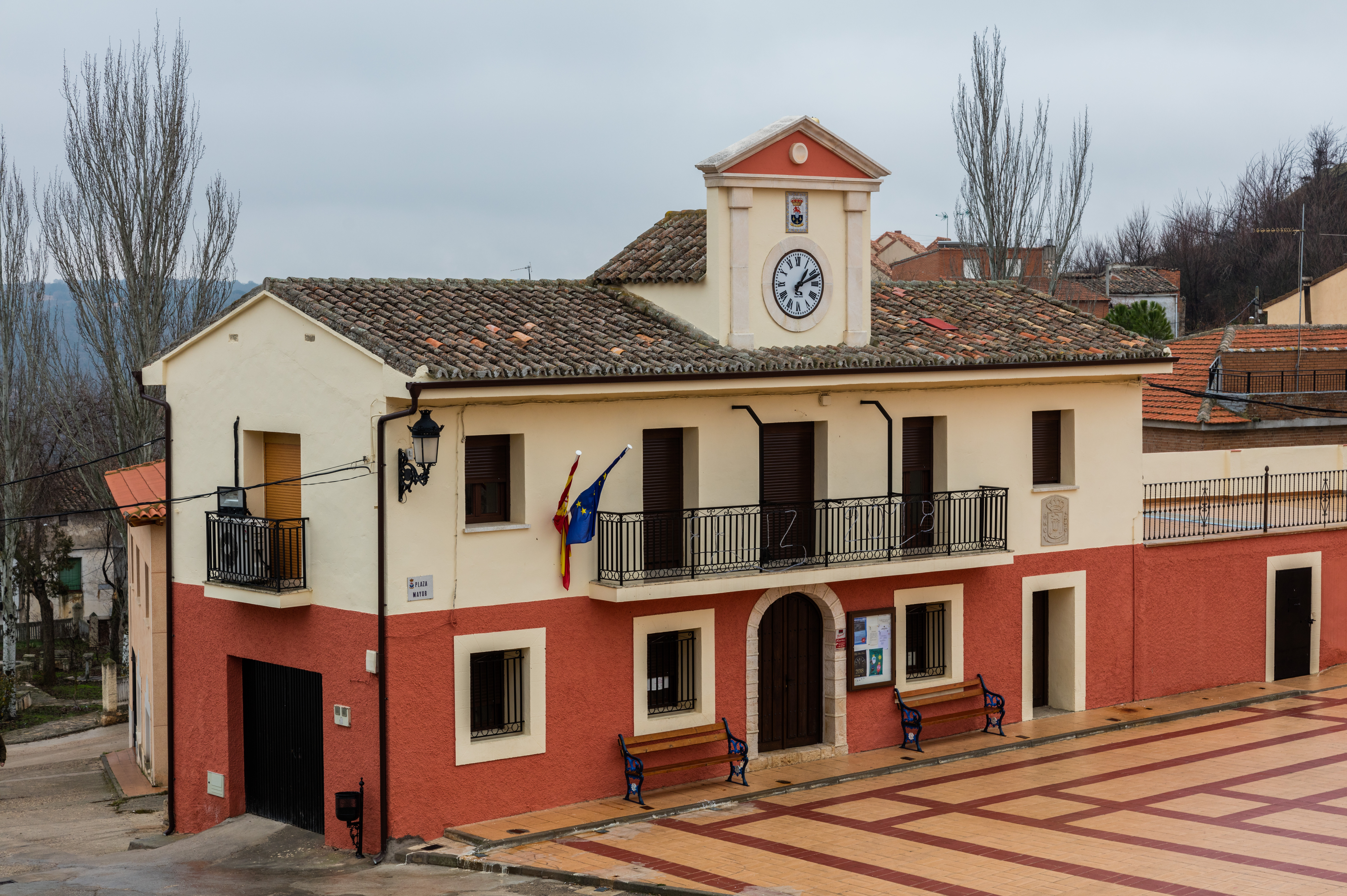
Ayuntamiento de Atanzón

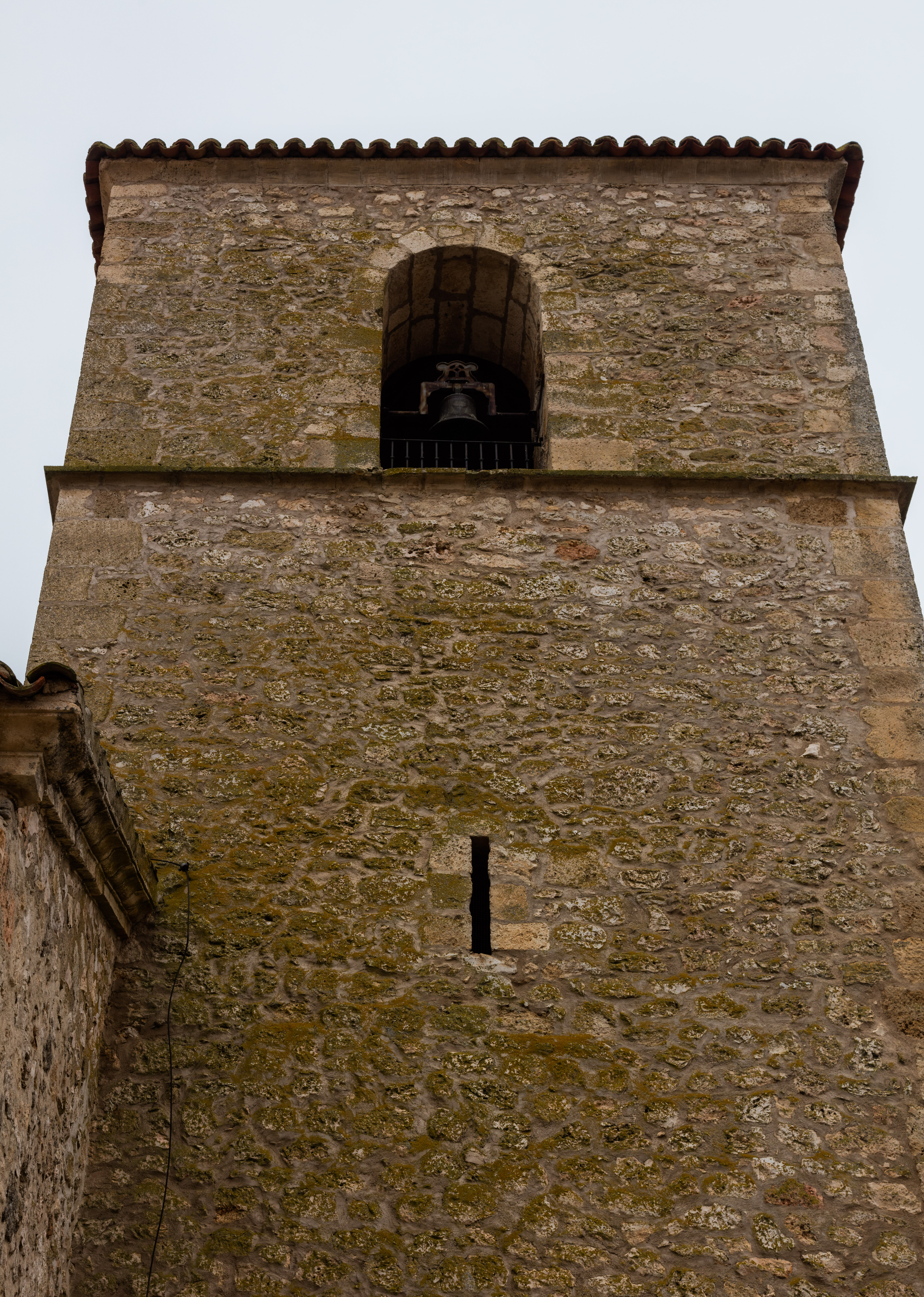
Iglesia de Nuestra Señora de la Asunción

### Arte y monumentos
Iglesia parroquial, de estilo clasicista del siglo XVI. Bajo la protección de la Declaración genérica del Decreto de 22 de abril de 1949, y la Ley 16/1985 sobre el Patrimonio Histórico Español.

### Fiestas tradicionales
El día 3 de febrero, se festeja San Blas, el patrón de Atanzón. Se realiza una misa solemne y procesión con la imagen del santo. 
Fiestas patronales, del 26 al 31 de agosto, en honor a san Agustín. Destaca el tradicional encierro por el campo del día 29 de agosto a las 17 horas, considerado como uno de los mejores encierros de la provincia totalmente a pie, sin caballos (a excepción de los caballos de la ganadería) ni coches. También es destacable la misa y procesión en honor a su patrón San Agustín.

## Geomorfología
En el municipio de Atanzón se pueden diferenciar tres unidades que son: la altiplanicie o Alcarria, el fondo de valle y el talud de conexión entre las dos unidades anteriores.

### La altiplanicie o Alcarria
Con una altitud media de 970 m abarca casi la totalidad del término municipal. Esta altiplanicie forma una superficie de erosión-acumulación de materiales provenientes del nivel superior de calizas y arcillas. La llanura se encuentra muy desgastada e incluso en algunas zonas se puede ver el afloramiento de las calizas en las zonas de acumulación de las arcillas. También, gracias a esta morfología pueden encontrarse zonas endorreicas o semiendorreicas en los niveles más bajos ocupados por las arcillas. El testimonio de la degradación del nivel de calizas original puede atestiguarse en los cerros testigos que se encuentran en el paraje de Las Cabezuelas. En los bordes del páramo, muy desgastados, puede apreciarse como en el nivel de las calizas se han producido escarpes y barrancos que discurren por los taludes hasta el fondo de valle.

### El talud
Se encuentra al este del municipio cubre un desnivel de aproximadamente 250 m entre la altiplanicie y el fondo de valle. El talud occidental es menor, de unos 60 metros en el tramo medio del vallejo.

### El fondo de valle
El fondo de valle oriental corresponde al tramo medio del curso del río Ungría, que nace en el municipio de Fuentes de la Alcarria. A lo largo del valle se encuentran glacis de materiales provenientes del páramo y los taludes que penetran en el fondo del valle aunque apenas se perciben por haber sido ocupados por el hombre durante siglos para el aprovechamiento agrícola.
El fondo de valle occidental corresponde al curso del arroyo de El Vallecillo. Tiene menor amplitud que el del río Ungria y la cabecera se encuentra en paraje de El Barquillo.

## Geología
En el apartado geológico se puede hacer una diferencia de materiales entre la llanura y el fondo de valle. En general, la geología corresponde a una edad terciaria en el páramo y cuaternaria en el fondo de valle.
En la llanura aparecen en los niveles menos degradados calizas micríticas con algas y calizas arenosas negras y rojas y algunas margas, todas ellas del Mioceno Turoliense. Estas rocas corresponden a las zonas de mayor erosión. Un ejemplo son los cerros testigo de Las Cabezuelas. El nivel inferior a estas rocas está formado por conglomerados, areniscas y lutitas rojas de la misma edad (Mioceno Turoliense) que las anteriores.
El último nivel del páramo, es decir, el de sedimentación, está compuesto de calizas y dolomías micríticas con sílex y niveles de sepiolita. Correspondes al Mioceno Aragoniense Superior. 
El nivel superior del talud presenta los mismos materiales. En el talud de la vega del Ungría se produce en la mitad una interrupción de esas rocas y aparece un estrato de lutitas marrones y rojizas, areniscas, calizas, yesos y conglomerados. 
En la terraza fluvial del río Ungría predominan las arcillas rojas, las margas y yesos del Aragoniense Medio. En algunas zonas aparecen arenas, gravas cantos y limos del Pleistoceno Inferior. En los lugares que corresponden a la parte más baja de algunos barrancos como el barranco de Valdelarrubia, se encuentran depósitos de cantos, gravas, arenas y limos del Holoceno, que interrumpen la continuidad de las arcillas rojas, las margas y los yesos.
El fondo de valle está compuesto de gravas y cantos poligénicos, arenas, limos, arcillas y carbnatos del Pleistoceno Superior. 
El valle de El Vallecillo presenta la misma estratigrafía pero, al ser menos hondo que el del Río Ungría, le faltan las dos capas inferiores que si están presentes en el otro valle. También los restos del Holoceno son menores, puesto que los barrancos laterales son pequeños, tienen menos pendiente y no aportan tantos materiales.
Por ser la caliza la roca dominante se ha conformado un relieve cárstico que ha propiciado, con su disolución, la creación de cuevas y simas que han sido aprovechadas durante siglos por la gente. Este relieve cárstico se extiende por toda la llanura tabular de la Alcarria y sirve para delimitar la comarca. El tipo de suelo, la parte abiótica, hace por tanto que el paisaje tenga una continuidad en el espacio. 